# Michael Segerström
Karl Kristian Michael Segerström, född 20 maj 1944 i Lunds stadsförsamling, Malmöhus län, är en svensk skådespelare, teaterregissör och författare. 2008 belönades han med en Guldbagge för sin roll som Bernard i filmen Darling.

## Biografi
Segerström föddes i Lund men växte upp i Skurup. Sin skådespelar- och dramatikerkarriär började han på Teater 23 och Koko-teatern med pjäserna Undersökning av ett samhälle höjt över alla misstankar och Vännerna: Hur bönderna och jägarna drev ut köpmannen Undergång ur skogen båda i regi av Vladimir Oravsky. 
Med sin bror Thomas Segerström drev han i Malmö på 1970-talet Tidningsteatern, en tvåmannagrupp med samhällsradikal och burlesk satir på repertoaren. Bland annat uppförde de The Sture Starring Story (1974) och Kaninerna på Navarone (1976) tillsammans med Hoola Bandoola Band. Bröderna Segerström ingick också i det progressiva Tältprojektet "Vi äro tusenden", som turnerade i Sverige sommaren 1977. Tidningsteatern gjorde även radio och tv. Åren 1980–1983 skrev han och spelade tillsammans med Björn Granath Under tre kungar i regi av Judith Hollander, en föreställning på Teater Fågel Blå, som under dessa år var hans arbetsbas.
I början av 1980-talet skrev han och spelade huvudrollen i Sveriges Televisions barnprogram På kurs med Kurt, som sänts i repris flera gånger. Några år senare spelade han även rollen som skådespelaren Edvard Persson i dokumentärserien om dennes liv, Allt ljus på mig!
Segerström har varit engagerad vid Boulevardteatern som han var med att starta och driva (1984–2006), Stockholms stadsteater, Göteborgs stadsteater och Helsingborgs Stadsteater. För Boulevardteaterns premiärföreställning skrev han pjäsen Teaterterroristerna, som också blev långfilm 1986. 
Den 21 januari 2008 mottog han en Guldbagge för årets "Bästa manliga huvudroll" för sin roll som den hunsade, arbetssökande Bernhard i filmen Darling. Sommaren 2008 medverkade Segerström i Strindbergs Dödsdansen och Snart halvtid på Skillinge Teater. Hösten 2008 sågs han i musikalen My Fair Lady på Oscarsteatern i Stockholm.
Segerström spelade rollen som Klabbarparn i Åsa-Nisse – wälkom to Knohult (2011). Han medverkade i ett avsnitt av Kanal 5:s komediprogram Roast på Berns (2010).

### Författarskap
År 2013 debuterade Segerström som skönlitterär författare med novellsamlingen Berättelser från köpingen, en samling delvis självupplevda, delvis hörda eller påhittade berättelser i Fritiof Nilsson Piratens anda från Segerströms uppväxtort, Skurup. Denna följdes 2015 av Trelleholla – ondare än ont, en blandning av spänningsroman från Trelleborg och en satir över "det svenska deckarundret", inklusive Wallander i grannstaden Ystad.  
Inspirationen från "Piraten" återkom också i monologpjäsen Mannen som blev ensam efter dennes novell med samma titel, om utfrysningen och förföljelsen av en invandrad trädgårdsodlare i det tidiga 1900-talets Österlen. I regi av Staffan Olzon har han turnerat runt i Sverige med den föreställningen sedan hösten 2014.
Han har också skrivit en kärleksfull bok i du-form till sin adopterade son: Till Arre från pappa (2017). 

## Familj
Segerström var under många år sambo med skådespelaren Susanne Hallvares. De gifte sig på hans femtioårsdag 1994. Paret har senare skilt sig. Tillsammans adopterade de 1996 en son från Vitryssland.
2019 kom han ut som bisexuell, vilket han talar om i sin monolog Arg gubbe.

## Priser och utmärkelser
- 1994 – Teaterförbundets Vilhelm Moberg-stipendiet
- 2007 – Guldbagge för bästa manliga huvudroll för rollen i Darling [6]

## Filmografi  i urval[7]
- 1955 – Blå himmel
- 1976 – Sven Klangs kvintett
- 1979 – Barnförbjudet
- 1979 – Makten och hederligheten (TV-film)
- 1981 – På kurs med Kurt (TV-serie)
- 1981 – Göta kanal
- 1982 – Gräsänklingar
- 1982 – Dubbelsvindlarna (TV-serie)
- 1982 – Samtidigt, en fredag (TV-film)
- 1982 – Kan tigrar få ägg? (TV-film)
- 1983 – Öbergs på Lillöga (TV-serie)
- 1984 – Skatten på Bråtehus (TV-serie)
- 1985 – Svindlande affärer
- 1985 – Hålet
- 1985 – Examen
- 1986 – Teaterterroristerna
- 1986 – Allt ljus på mig (TV-serie)
- 1986 – Vägg i vägg (TV-serie)
- 1986 – Moa
- 1987 – Jim och piraterna Blom
- 1987 – Allt ljus på mig!
- 1988 – Enkel resa
- 1989 – Slavhandlarna (TV)
- 1990 – Hjälten
- 1991 – Ett paradis utan biljard
- 1991 – Den goda viljan (TV-serie)
- 1991 – Tre terminer (TV-serie)
- 1991 – Uppfinnaren (TV-serie)
- 1992 – Vennerman & Winge (TV-serie)
- 1993 – Macklean (TV-serie)
- 1994 – Jönssonligans största kupp
- 1995 – Esters testamente (TV-serie)
- 1997 – Adam & Eva
- 1998 – Rena rama Rolf (TV-serie)
- 1998 – Älskade Lotten (TV-serie)
- 1999 – Hälsoresan – En smal film av stor vikt
- 2002 – Olivia Twist (TV-serie)
- 2005 – Lovisa och Carl Michael (TV-serie)
- 2006 – LasseMajas detektivbyrå (TV-serie)
- 2007 – Darling
- 2008 – Iskariot
- 2008 – LasseMajas detektivbyrå – Kameleontens hämnd
- 2008 – Mañana
- 2008 – Maria Larssons eviga ögonblick
- 2009 – Guds tre flickor (TV-serie)
- 2009 – Wallander – Läckan
- 2009 – Oskyldigt dömd (TV-serie)
- 2010 – Puss
- 2010 – Kommissarie Winter (TV-serie)  Rum Nummer 10
- 2010 – TV-feber (TV-film)
- 2011 – Kronjuvelerna
- 2011 – Åsa-Nisse – wälkom to Knohult
- 2011 – Solsidan (TV-serie)
- 2012 – Dom över död man
- 2013–2015 – Halvvägs till himlen (TV-serie)
- 2015 – Miraklet i Viskan
- 2016–2018 – Springfloden (TV-serie)
- 2017 – Torpederna (TV-serie)
- 2017 – Veni Vidi Vici (TV-serie)
- 2019 – Ture Sventon och Bermudatriangelns hemlighet (TV-serie)
- 2022 – Beck – Den gråtande polisen (TV-serie)

### Filmmanus
- 1977 – Totaltelevisionen (TV) skriven tillsammans med Thomas S.
- 1981 – På kurs med Kurt (TV)
- 1984 – Skatten på Bråtehus (TV-serie)
- 1986 – Teaterterroristerna

### Filmmusik
- 1988 – Inuksuk

## Teater

### Roller (ej komplett)
| År   | Roll                                    | Produktion                                                                   | Regi                           | Teater                         |
| ---- | --------------------------------------- | ---------------------------------------------------------------------------- | ------------------------------ | ------------------------------ |
| 1987 | Medverkande                             | Blasny, Blasny Michael Segerström och Johan Ulveson                          | Johan Sundberg Johnny Melville | Boulevardteatern               |
| 1990 | Anton Antonivitch Skvosnik-Dmuchanovski | Revisorn (Ревизо́р, Revizór) Nikolaj Gogol                                    | Ragnar Lyth                    | Boulevardteatern               |
| 1991 | Harvey                                  | Stilla natt (Season's Greetings) Alan Ayckbourn                              | Jacob Nordenson                | Boulevardteatern               |
| 1992 |                                         | Verkligheten Michael Segerström                                              | Annika Silkeberg               | Boulevardteatern               |
| 1993 | Onkel Vanja                             | Onkel Vanja (Дядя Ваня, Djadja Vanja) Anton Tjechov                          | Joachim Siegård                | Boulevardteatern               |
| 1994 | Stanley                                 | Elakt spel (Wildest Dreams) Alan Ayckbourn                                   | Alexander Nordström            | Boulevardteatern               |
| 1995 | Harpagon                                | Den girige (L'Avare ou l'École du mensonge) Molière                          | Susanne Hallvares Dag Malmberg | Boulevardteatern               |
| 1995 |                                         | Elvis lever Michael Segerström                                               |                                | Mosebacke Etablissement        |
| 1996 | Bart                                    | Trio till tidens ände Lars Norén                                             | Benny Fredriksson              | Boulevardteatern               |
| 1997 | Medverkande                             | Velodromvurpan, revy Michael Segerström, Mats Berglund och Mattias Andersson | Mats Berglund                  | Boulevardteatern               |
| 1997 | Puck                                    | En midsommarnattsdröm (A Midsummer Night's Dream) William Shakespeare        | Ronny Danielsson               | Göteborgs stadsteater          |
| 1998 | Läkarsekreteraren Gunnel                | Söderakuten 98 Michael Segerström och Bengt Ohlsson                          | Bengt Ohlsson                  | Boulevardteatern               |
| 1998 |                                         | Pengarna eller livet (Funny Money) Ray Cooney                                | Lars Amble                     | Maximteatern                   |
| 1999 | Lawrence Garfinkle                      | Andras pengar (Other People's Money) Jerry Sterner                           | Lena Söderblom                 | Stockholms stadsteater         |
| 2000 |                                         | Han var en mus Sisela Lindblom                                               | Sisela Lindblom                | Boulevardteatern               |
| 2001 | Fadern                                  | Eldansikte (Feuergesicht) Marius von Mayenburg                               | Jenny Andreasson               | Helsingborgs stadsteater       |
| 2002 | Erik                                    | Tiden är vårt hem Lars Norén                                                 | Henric Holmberg                | Skillinge Teater               |
| 2002 |                                         | Lång tystnad, plötsligt mörker Niklas Rådström                               | Olof Lindqvist                 | Göteborgs stadsteater          |
| 2003 |                                         | Besök (Besøk) Jon Fosse                                                      | Ragnar Lyth                    | Göteborgs stadsteater          |
| 2004 | Herman                                  | Karl XII:s hemlighet Michael Segerström                                      | Thomas Segerström              | Boulevardteatern               |
| 2004 | Vaktkonstapel Gröt                      | Mycket väsen för ingenting! (Much Ado About Nothing) William Shakespeare     | Thomas Segerström              | Romateatern                    |
| 2006 | Jerry                                   | Svek (Betrayal) Harold Pinter                                                | Staffan Olzon                  | Skillinge Teater               |
| 2008 | Edgar                                   | Dödsdansen August Strindberg                                                 | Staffan Olzon                  | Skillinge Teater               |
| 2008 | Överste Pickering                       | My Fair Lady Frederick Loewe och Alan Jay Lerner                             | Tomas Alfredson                | Oscarsteatern                  |
| 2011 | Malvolio                                | Trettondagsafton (Twelfth Night, or What You Will) William Shakespeare       | Thomas Segerström              | Romateatern                    |
| 2012 | Fabrikör John Höglund                   | Den enfaldige mördaren Dennis Magnusson                                      | Dennis Sandin                  | Helsingborgs stadsteater       |
| 2012 | Gåskarlen                               | Nils Holgerssons underbara resa Selma Lagerlöf                               | Annika Kofoed                  | Helsingborgs stadsteater       |
| 2014 | Överste Horridge                        | Rebecca Sylvester Levay och Michael Kunze                                    | Åsa Melldahl                   | Malmö Opera                    |
| 2014 | Vanteck                                 | Mannen som blev ensam Fritiof Nilsson Piraten                                | Staffan Olzon                  | Helsingborgs stadsteater Turné |
| 2015 | Argan                                   | Den inbillade sjuke (Le Malade imaginaire) Molière                           | Ulla Gottlieb(da) Anna Novovic | Helsingborgs stadsteater       |
| 2019 |                                         | Arg gubbe Michael Segerström                                                 | Ejvind Andersen                | Teater Giljotin                |
| 2023 | Robert Magerman                         | En midsommarnattsdröm (A Midsummer Night's Dream) William Shakespeare        | Sara Cronberg                  | Malmö Stadsteater              |